# Bonnac (Ariège)
Bonnac település Franciaországban, Ariège megyében. Lakosainak száma 789 fő (2022. január 1.). Bonnac Bézac, Montaut, Pamiers, Saverdun, Unzent, Le Vernet és Villeneuve-du-Paréage községekkel határos.

## Népesség
A település népességének változása:
| Lakosok száma | 587  | 615  | 646  | 699  | 722  | 723  | 733  | 751  | 761  | 789  |
|               | 1968 | 1982 | 1990 | 2006 | 2013 | 2015 | 2017 | 2019 | 2020 | 2022 |